# Кручок Тамара Яківна
Тамара Яківна Кручок (15 серпня 1897, село Рашків — 1921, Бендери) — молдавська діячка комуністичного руху. Убита 1921 року. На її честь названі вулиця та школа № 15 у місті Бендери (ПМР/Молдова).
Народилася в селі Рашків 15 серпня 1897 року в сім'ї ключника, закінчила 3 класи Кишинівської професійної школи. У роки Першої світової, захопившись революційною літературою, вступає до революційного гуртка. У травні 1919 року вибухнуло Бендерське повстання, створено короткотривалу Бессарабську РСР. Улітку керівників повстання та уряду БРСР затримала румунська влада. Тамару Кручок, як члена Кишинівського обласного ревкому, засуджену на так званому «Процесі 108-ми» (за кількістю підсудних). Звільнена на початку 1920 року після 19 місяців каторги.
У серпні 1921 року заарештовано повторно, розстріляна в ніч на 5 грудня 1921 року біля Бендер.